# Cow Island (Southland)
Cow Island ist eine kleine Insel vor der neuseeländischen  Insel Stewart Island.

## Geographie
Die Insel befindet sich auf der Ostseite von Stewart Island südlich deren Halbinsel The Neck, zu der sie über eine kleine Sandbank Kontakt hat. Cow Island ist knapp über 20 m hoch und rund 5 Hektar groß. Ihre Ost-West-Ausdehnung beträgt rund 353 m, die größte Nord-Süd-Richtung rund 224 m.
Außer Gras und ein Paar Büschen wächst fast nichts auf der Insel.